# جودی اموره
جودی اموره (انگلیسی: Judy Amoore؛ زادهٔ ۲۵ ژوئن ۱۹۴۰) دونده دو سرعت و دو نیمه‌استقامت اهل استرالیا است.
وی در مسابقات کشوری و بین‌المللی در مجموع برندهٔ ۱ مدال طلا، ۱ مدال نقره، ۱ مدال برنز شده‌است.